# 서운입장 나들목
서운입장 나들목(Seoun-Ipjang IC)은경기도 안성시 서운면 북산리에 설치될 예정인 세종포천고속도로의 나들목이다. 현재 가칭이며 정식 개통시 IC명은 변경 될 수 있다. 2026년 12월에 개통될 예정이다.

## 역사
- 2020년 3월 10일 : 나들목 신설을 위해,안성시 도시계획시설 교통광장에 서운면 북산리  천안시 도시계획시설 교통광장에 입장면 도림리 일원을 고시[1]

## 구조물 정보
- 위치 :경기도 안성시 서운면 북산리

## 접속하는 도로
- 국도 제34호선 (삼사로) 백곡 문백
- 국가지원지방도 제57호선 (서운로) 진천 성환